# 容克斯 G.38
容克斯G.38（德語：Junkers G 38）是由德國飛機製造商容克斯在1929年開發的飛機。在第二次世界大戰前作為商業空運業務使用。
在1928年，容克斯將本機型設計圖售予日本三菱重工，同時也出售給日方如何將G.38改造為轟炸機的技術支援，三菱重工在取得產製後在容克斯工程師的指導下成功打造出九二式重轟炸機。

## 概要
G.38機體是由全金屬打造、於左右機翼上總共掛載四具引擎，操控方面則需要湊足七名飛行員才可啟動。
1930年11月起G.38開始用於空運方面，之後1931年7月G.38被交付給德國漢莎航空註、作為往返柏林與倫敦之間的航機。而第二架G.38（型號：D-2500、後續改成「D-APIS」）則在1931年開發完成，在乘載人數方面由原先的30名增至34名。
在納粹掌權德國時，原先在漢莎航空兩架的G.38則改交由納粹德國空軍使用。之後型號D-APIS的G.38飛機在1941年5月17日停留於雅典遭英國皇家空軍給摧毀。

## 規格

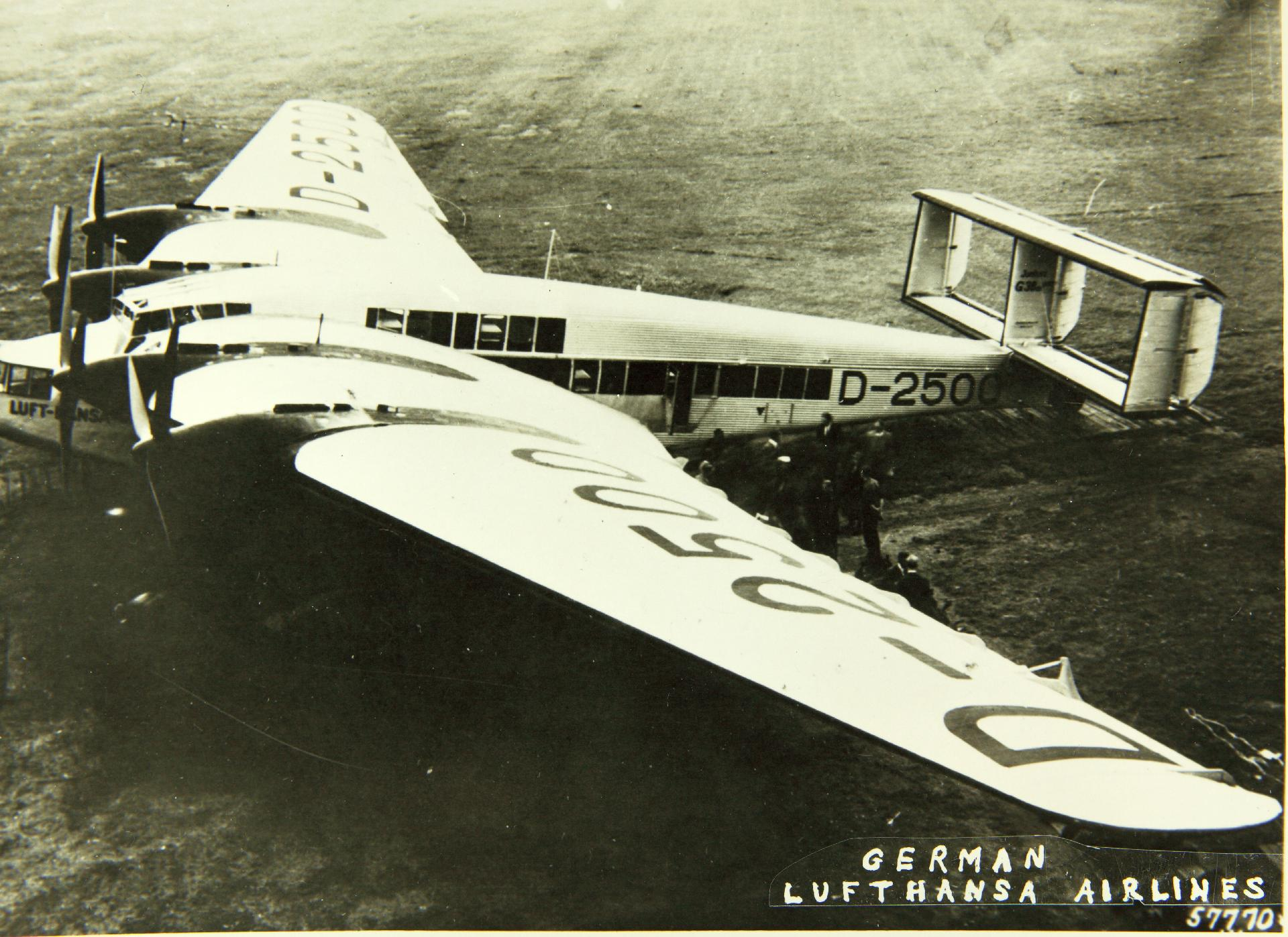
型號D-2500的容克斯G.38

### 架構
- 駕駛人數：7名
- 最高搭乘人數：30名（D-2000/D-AZUR型號）或34名（D-2500/D-APIS型號）
- 全長：23.21（76.1英尺）
- 飛行翼寬度：44（144英尺）
- 飛行翼面積：290平方（3,100平方英尺）
- 機高：7.2（24英尺）
- 空機重量：14,920（32,890英磅）
- 最大起飛重量：21,240（46,830英磅）
- 引擎：2具容克斯L55 V-12水冷式引擎、2具容克斯L8a水冷式引擎

### 效能
- 最快速度：每小時225（140英里）
- 巡航速度：每小時175（109英里）
- 航距：3,460（2,150英里）
- 爬升高度：3,690（12,110英尺）